# 유교 (종정)
유교(劉交, ? ~ ?)는 전한 말기의 황족이자 관료로, 자는 유군(游君)이며 패군 사람이다.

## 행적
영시 4년(기원전 13년), 회계태수에서 종정으로 승진하였다.

## 출전
- 반고, 《한서》 권19하 백관공경표 下

| 전임 유타인 | 전한의 종정 기원전 13년 ~ 기원전 3년 | 후임 유굉 |